# Adrien Garel
Pour les articles homonymes, voir Garel.
Adrien Garel (né le 12 mars 1996 à Bagneux en Île-de-France) est un coureur cycliste français. Sur piste, il est notamment champion d'Europe du scratch en 2017.

## Biographie

### Carrière sur piste
En 2016, Adrien Garel devient champion de France de poursuite par équipes, avec Corentin Ermenault, Benoît Daeninck et Rémi Huens.
L'année suivante, il se révèle au niveau international : d'abord, il remporte le bronze sur l'omnium aux championnats d'Europe espoirs. Plus tard dans l'année, Garel, qui est considéré comme le « meneur d'ambiance » de l'équipe, devient champion d'Europe du scratch chez les élites, à Berlin.
Au cours de l'été 2018 il devient champion de France de poursuite par équipes (avec Corentin Ermenault, Marc Fournier et Jérémy Lecroq) et de course à l'américaine. Il se classe également troisième du championnat de France du scratch et de la course aux points. En fin de saison, il bat le record de France de poursuite par équipes avec Benjamin Thomas, Bryan Coquard et Florian Maître.
Adrien Garel commence sa saison 2019 sur la piste du vélodrome de Gand où il participe à l'International Belgian Trackmeeting et remporte la course à l'américaine de cette épreuve avec Bryan Coquard. En juillet, il  gagne l'américaine (avec Corentin Ermenault) de la seconde manche de la coupe de France Fenioux piste organisée au Mans. Engagé aux championnats de France de cyclisme sur piste, il se classe second de la course à l'américaine.

### Carrière sur route
Professionnel au sein de l'équipe continentale professionnelle Vital Concept, il ne connaît guère de résultats personnels pour sa première saison à ce niveau, participant toutefois à deux épreuves World Tour, Paris-Roubaix et le Grand Prix E3.
En début de saison 2019, il découvre trois nouvelles classiques World Tour, les Trois Jours de Bruges-La Panne (93e), A travers les Flandres (134e) et le Tour des Flandres. Il décroche ses premiers résultats probants en 2019, 7e de la première étape du Tour d'Aragon, 10e de la Polynormande mi-août puis 18e de la Veenendaal-Veenendaal Classic trois jours plus tard. Toujours en août, il se classe 17e d'une étape du Tour Poitou-Charentes en Nouvelle-Aquitaine. Le 3 octobre 2019, l'équipe annonce sa prolongation pour la saison 2020. À cette occasion, il déclare délaisser la piste pour consacrer sa préparation hivernale à la route afin d'être performant sur les premières courses de l'année et sur les classiques flandriennes. 
Il commence sa troisième saison chez les professionnels sur une nouvelle épreuve, le Tour d'Arabie Saoudite, se mêlant au sprint lors de la quatrième étape où il se classe 6e. Lors de la dernière étape du Tour des Alpes Maritimes et du Var, il ne parvient pas à conserver sa place au sein de l'échappée sur les routes du Mont Faron alors que celle-ci ira au bout. À l'issue de la saison 2020, il n'est pas conservé par l'équipe B&B Hotels-Vital Concept et retourne chez les amateurs au sein de l'équipe Sojasun espoir-ACNC. 
En 2023, il rejoint le Team Bricquebec Cotentin et fait son retour sur piste. Il décroche notamment la médaille de bronze au championnat de France de poursuite par équipes. En février, il est sélectionné pour participer aux championnats d'Europe sur piste. Il obtient, comme aux Championnats de France quelques semaines plus tôt, la médaille de bronze en poursuite par équipes avec Corentin Ermenault, Quentin Lafargue, Benjamin Thomas et Thomas Denis.

### Reconversion
Il retrouve le VC Pays de Loudéac, club de National 1, pour y officier comme directeur sportif pour la saison 2025, succédant à Gaëtan Lemoine.

## Palmarès sur piste

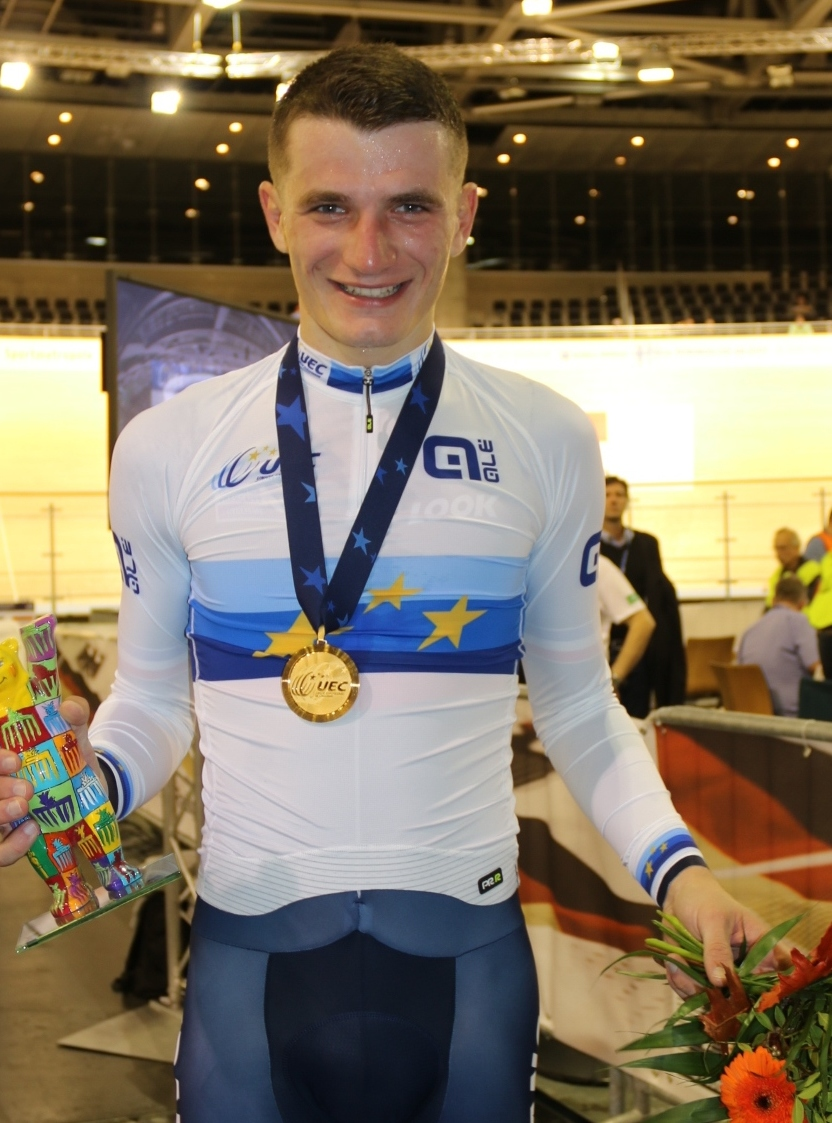
En 2017, après son titre européen sur le scratch.

### Championnats du monde
- Apeldoorn 2018
  - 11e du scratch[12]
  - 11e de la poursuite par équipes[13]
- Pruszków 2019
  - 13e du scratch

### Coupe du monde
- 2016-2017
  - 2e de la poursuite par équipes à Glasgow
  - 3e de la poursuite par équipes à Apeldoorn
- 2018-2019
  - 3e du scratch à Saint-Quentin-en-Yvelines

### Championnats d'Europe
| Édition / Épreuve     | Scratch | Omnium | Poursuite par équipes |
| Anadia 2017 (espoirs) |         | Bronze |                       |
| Berlin 2017           | Or      |        |                       |
| Glasgow 2018          | Argent  |        |                       |
| Granges 2023          |         |        | Bronze                |

### Championnats de France
- 2013
  - 3e de la poursuite par équipes juniors
- 2014
  -  Champion de France de l'américaine juniors (avec Corentin Ermenault)
  -  Champion de France de poursuite par équipes juniors (avec Corentin Ermenault, Florian Maitre et Louis Richard)
  - 2e de la poursuite juniors
- 2015
  - 2e de la poursuite par équipes
- 2016
  -  Champion de France de poursuite par équipes (avec Corentin Ermenault, Benoît Daeninck et Rémi Huens)
- 2018
  -  Champion de France de poursuite par équipes (avec Corentin Ermenault, Marc Fournier et Jérémy Lecroq)
  -  Champion de France de l'américaine (avec Corentin Ermenault)
  - 3e du scratch
- 2019
  - 2e de l'américaine
- 2023
  - 3e de la poursuite par équipes
- 2024
  -  Champion de France de poursuite par équipes (avec Corentin Ermenault, Louis Pijourlet et Clément Petit)

## Palmarès sur route

### Par années
| - 2013 - 3e du Trio normand juniors - 2014 - Boucles de Seine-et-Marne : - Classement général - 1rea étape (contre-la-montre par équipes) - 2e d'Au Tour des Juniors - 2015 - Grand Prix de Saint-Maximin - 4e étape du Tour de la Manche - 1re épreuve du Challenge Mayennais - Grand Prix de la Braderie de Saint-Quentin - 2e du Grand Prix de Blangy-sur-Bresle - 3e du Grand Prix de Mauron - 2016 - 2e étape du Tour de Côte-d'Or - 2e du Souvenir Rousse-Perrin - 2e du Grand Prix de Plouay amateurs - 2017 - Circuit du Morbihan - Grand Prix de Plérin - 2e du Tour du Lot-et-Garonne - 3e du Tour du Pays Lionnais | - 2021 - Grand Prix de Saint-Hilaire-du-Harcouët - 3e de la Vienne Classic - 2022 - 5e étape du Tour Nivernais Morvan - 2e de La Gainsbarre - 2e du Tour du Pays Lionnais - 2e du Grand Prix de Saint-Georges-sur-Loire - 3e de la Ronde Mayennaise - 2023 - Champion de Normandie - Grand Prix de Noyal - 1re étape des Boucles de la Charente-Maritime - 2e du Grand Prix Michel-Lair - 2e du Challenge Mayennais - 2024 - 3e étape du Tour du Pays de Lesneven - Grand Prix des Filets Bleus - 3e du Grand Prix de Mauron - 3e du Souvenir René Lochet |  |

### Classements mondiaux
| Année                                 | 2019  | 2020  |
| ------------------------------------- | ----- | ----- |
| Classement mondial                    | 1556e | 1944e |
| UCI Europe Tour                       | 1033e | 1420e |
|                                       |       |       |
| Légende : nc = non classéSource : UCI |       |       |